# Grease 2
Grease 2 (también conocida como Brillantina 2 en Hispanoamérica) es una película musical estadounidense de 1982, continuación de Grease del año 1978, dirigida por Patricia Birch, coreógrafa de la primera parte. En esta película Michelle Pfeiffer y Maxwell Caulfield son los protagonistas. 
De la primera parte regresan:
- Didi Conn como Frenchy, que regresa a Rydell para matricularse en primer año de químicas, siendo una Dama Rosa más y gran amiga y confidente de Stephanie desde hace mucho tiempo, según le explica a Michael, pero que sin embargo en pantalla no llega a interactuar con el resto de las Damas Rosas excepto en una sola escena, manteniendo esta gran amistad “fuera de cámara”.
- Eve Arden como la directora McGee.
- Dody Goodman como Blanche.
- Eddie Deezen como Eugene Felsnic (sin explicar como uno de mejores alumnos del último curso de la película anterior sigue como alumno en Rydell dos años más tarde).
- Dennis Cleveland Stewart como Balmudo “Cara de Cráter” (aparecido en la primera película como Leo “Cara de Cráter”).
- Dick Patterson como el profesor Spears (aparecido en la primera película como el profesor Rudie).
- Sid Caesar como el entrenador Calhoun.

Por otro lado, el personaje de Sandy está ausente, pero a través de los diálogos entre Michael y Frenchy y de Michael y Ganso en diferentes escenas se explica que Michael vive con Sandy y sus padres en la casa de estos.  Del resto de personajes de la primera película no se hace absolutamente ninguna mención.
La película iba a ser la segunda de una colección de cuatro películas, pero debido a su fracaso en taquilla, cancelaron la idea de hacer Grease 3 y Grease 4, así como de una miniserie de alrededor de 15 capítulos. A principios de los años 2000, con motivo del vigésimo quinto aniversario de la primera película, se valoró la posibilidad de rodar una tercera entrega, que finalmente nunca se llegó a grabar. En esta, se pretendía reflejar la vida de los personajes de la película original veinticinco años después de su graduación, dependiendo de los actores que quisieran volver.

## Argumento
Han pasado dos años en el instituto Rydell y los estudiantes regresan de las vacaciones de verano para ingresar a las clases. Stephanie (Michelle Pfeiffer), líder de las Pink Ladies, está cansada de su novio Johnny (Adrian Zmed), líder de los T-Birds. Por ello decide buscar un nuevo amor y la decisión coincide con la llegada del primo de Sandy de Inglaterra, Michael (Maxwell Caulfield). Él queda perdidamente enamorado de ella, pero esta ni se da cuenta de su existencia.
La historia comienza en otoño de 1961, dos años después de la primera parte, comenzando un nuevo curso académico en el Instituto Rydell, cuando los estudiantes regresan de sus vacaciones de verano y se van conociendo los nuevos personajes de esta historia. 
Los pájaros están compuestos por su líder Johnny, Louis, Goose y Davey. Las Damas Rosa por su líder Stephanie, Paulette, Sharon, Rhonda, y su mascota Dolores. Johnny y Stephanie han puesto punto final a su relación para disgusto del muchacho que intenta en vano reconciliarse con ella. Al mismo tiempo llega al instituto procedente de Inglaterra, Michael Carrington, primo de la ya graduada Sandy, presentada en la primera parte de la película. Michael es recibido por Frenchy que ha regresado al instituto para terminar de sacar su título y le ha prometido a Sandy encargarse de su joven primo. 
Michael no tarda en fijarse en Stephanie, a pesar de las advertencias de Frenchy de que según “las normas”, las Damas Rosas son propiedad exclusiva de los Pájaros y no es conveniente molestarlas. Michael también observa a la pandilla de moteros rival de los Pájaros liderados, por Balmudo. Michael se hace amigo de la mascota de las Damas Rosas, Dolores, e intenta conseguir una cita con Stephanie pero ella lo rechaza, alegando en forma grosera, ella no está dispuesta a salir con nadie que pueda ser definido como ordinario y su sueño es salir con un motorista misterioso. 
El joven no se rinde y comienza a realizar los deberes escolares de los Pájaros para reunir dinero, ellos le han apodado Shakespeare por su habilidad académica, a cambio de compensaciones económicas. En cuanto ha reunido el suficiente dinero se hace con una motocicleta de segunda mano, la cual repara y aprende a conducir durante parte del curso académico. 
Durante una noche en la bolera, las pandillas descubren que Balmudo y sus moteros se han apostado a las puertas del establecimiento. Los Pájaros no pueden hacer nada al estar en desventaja numérica, y el joven Davey está a punto de llevarse una paliza. Es entonces cuando un misterioso motorista hace su aparición y se enfrenta a solas a Balmudo y sus secuaces, dejando a Stephanie estupefacta, asombrada y maravillada con el misterioso motociclista. 
Tras este evento Michael se aproxima a Stephanie en la gasolinera donde trabaja, bajo su identidad secreta, y ambos tienen su primera cita romántica. Esto despierta la ira de Johnny, ignorado a pesar de estar saliendo con Paulette, no está dispuesto a permitir que alguien ajeno a los Pájaros salga con Stephanie. Michael se halla en un dilema, porque no quiere arriesgarse a revelar su identidad a Stephanie por miedo a ser rechazado nuevamente por ella. Sin embargo, cuando esta tiene problemas con su trabajo de literatura, Michael aprovecha para ofrecerle su ayuda. Stephanie aprende a apreciar las cualidades de Michael y ambos se convierten en buenos amigos. 
Durante el Concurso Anual de Talentos, para el cual ambas pandillas se han estado preparando, Johnny contempla al misterioso motorista junto a Stephanie. Los Pájaros salen en persecución de este y él se ve forzado a saltar “La Curva del Hombre Muerto”. Los Pájaros y las Damas Rosas llegan al lugar dando por sentado que el misterioso motorista no ha podido sobrevivir a semejante salto. Ambas pandillas vuelven al instituto para formar parte del Concurso de Talento, donde Stephanie acaba realizando una improvisación dentro del número musical de sus compañeros debido al dolor sentido por la pérdida de su nuevo amor. Tras el concurso, Johnny y Stephanie son coronados como rey y reina del concurso, en la celebración de la fiesta de “Rock-a-Hula Luau”. 
Balmudo y sus secuaces irrumpen con la intención de estropear la fiesta del Instituto Rydell con sus motos, ocasionando varios destrozos. Es entonces cuando el motorista misterioso reaparece con una nueva moto, habiendo sobrevivido a “La Curva del Hombre Muerto”, y consigue derrotar y humillar a Balmudo y sus secuaces el solo, obligándoles a escapar. Tras esto Michael revela su verdadera identidad ante los perplejos alumnos de Rydell y el profesorado. Al preguntarle a Stephanie si está decepcionada, esta alega a sus amigas sentirse afortunada, ahora se lleva dos por el precio de uno. Johnny, termina por aprender a valorar a Paulette, le entrega a Michael una nueva chaqueta para convertirlo en miembro oficial de los Pájaros. La película finaliza con la graduación de la nueva promoción de Rydell.

## Reparto
- Michelle Pfeiffer es Stephanie.
- Maxwell Caulfield es Michael.
- Lorna Luft es Paulette.
- Adrian Zmed es Johnny.
- Didi Conn es Frenchy.
- Christopher McDonald es Goose Mckenzie